# Eordea
Eordea (griechisch Εορδαία) ist eine Gemeinde im Osten der griechischen Region Westmakedonien. Verwaltungssitz der Gemeinde ist die Stadt Ptolemaida.
Abgesehen von kleineren Abweichungen im Norden und Südosten entspricht das Gemeindegebiet nahezu der Ausdehnung der ehemaligen Provinz Eordea.

## Lage
Die Gemeinde Eordea ist im Osten der Region Westmakedonien gelegen. Der Vermio bildet im Osten die natürliche Grenze zu den Gemeinden Noussa und Veria in der Nachbarregion Zentralmakedonien. Im Süden liegt die Gemeinde Kozani. Im Westen bilden die beiden Bergzüge des Verno und des Siniatsik die Grenze zu den Gemeinden Voio, Argos Orestiko und Kastoria. Im Norden liegt Amyndeo.

## Verwaltungsgliederung
Die Gemeinde wurde nach der Verwaltungsreform 2010 aus dem Zusammenschluss der ehemaligen Gemeinden Ptolemaida, Agia Paraskevi, Vermio und Mouriki sowie der Landgemeinde Vlasti gebildet. Verwaltungssitz der Gemeinde ist Ptolemaida. Die ehemaligen Gemeinden bilden seither Gemeindebezirke. Die Gemeinde ist weiter in den Stadtbezirk Ptolemaida und 25 Ortsgemeinschaften untergliedert.
| Gemeindebezirk | griechischer Name                 | Code   | Fläche (km²) | Einwohner 2011 | Stadtbezirk / Ortsgemeinschaften (Δημοτική/Τοπική Κοινότητα)                                                                       | Lage |
| -------------- | --------------------------------- | ------ | ------------ | -------------- | --- | ---- |
| Ptolemaida     | Δημοτική Ενότητα Πτολεμαΐδας      | 140301 | 218,201      | 37.289         | Ptolemaida, Asvestopetra, Galatia, Drosero, Kardia, Komanos, Mavropigi, Olymbias, Pendavrysos, Perdikkas, Palia Ambelia, Pteleonas |      |
| Agia Paraskevi | Δημοτική Ενότητα Αγίας Παρασκευής | 140302 | 119,328      | 01.352         | Agios Christoforos, Ermakia, Karyochori, Spilia                                                                                    |      |
| Vermio         | Δημοτική Ενότητα Βερμίου          | 140303 | 187,606      | 02.768         | Anatoliko, Komnina, Mesovouno, Pyrgi                                                                                               |      |
| Vlasti         | Δημοτική Ενότητα Βλάστης          | 140304 | 072,006      | 00274          | Vlasti |      |
| Mouriki        | Δημοτική Ενότητα Μουρικίου        | 140305 | 111,912      | 03.909         | Anarrachi, Ardassa, Emborio, Mylochori, Foufas                                                                                     |      |
| Gesamt         | Gesamt                            | 1403   | 709,053      | 45.592         | |      |